# 上郡町生涯学習支援センター
上郡町生涯学習支援センター（かみごおりちょうしょうがいがくしゅうしえんセンター）は、日本の兵庫県赤穂郡上郡町が町内に設置している図書館他の機能で構成される社会教育施設である。

## 施設概要
1982年（昭和57年）10月22日、上郡町立中央公民館として開館。地上2階建てで、大ホール（414席）と中ホールが設けられている。
2006年（平成18年）4月に現在の名称となり、公民館から町民の生涯学習に特化した施設へ用途が転換された。

### アクセス
JR山陽本線・智頭急行線の上郡駅からコミュニティバス愛のり号のまちなか循環ルートに乗車し、生涯学習支援センター停留所で下車。
周辺施設
生涯学習支援センターを含む文教・福祉施設の大半は兵庫県道28号上郡末広線沿いに立地している。
- 上郡町郷土資料館
- 上郡町立つばき会館
  - 上郡町保健センター
  - 上郡町生きがい創造センター
- 上郡町立上郡小学校

## 上郡町立図書館
上郡町立図書館（かみごおりちょうりつとしょかん）は、上郡町生涯学習支援センターの1階に所在する公立図書館。兵庫県で最西端に位置する図書館である。
前身は1975年（昭和50年）4月に開室した上郡町民図書室で、1982年（昭和57年）10月22日に中央公民館が開館したことに伴い現在地へ移転した。図書室の開室から40周年となる2015年（平成27年）4月1日、町立図書館条例の施行によって施設の移転等は伴わないものの図書館法第10条に定める公立図書館へ昇格した。図書館への昇格に伴い、同日より国立国会図書館から所蔵資料の館外提供を受けられる施設となっている。

### 広域貸し出し
上郡町立図書館では播磨圏域連携中枢都市圏で締結された協定により、以下の市町が設置する公立図書館・室と相互に広域貸し出しを実施している。
- 相生市、赤穂市、加古川市、加西市、宍粟市、高砂市、たつの市、姫路市、揖保郡太子町、加古郡稲美町・播磨町、神崎郡市川町・神河町・福崎町、佐用郡佐用町

また、赤穂市立図書館および岡山県の備前市立図書館（本館・2分館）とは東備西播定住自立圏の3市町で協定を締結しており、備前市との間でも広域貸し出しを実施している。
この他、明石市にある兵庫県立図書館の蔵書もインターネットで予約してカウンターで受け取りが可能である（県立図書館の利用券は別途必要）。
相互返却
上記の広域貸し出し対象となる市町のうち、播磨科学公園都市圏域（たつの市、宍粟市、佐用町、上郡町）および東備西播定住自立圏域（備前市、赤穂市、上郡町）に含まれる各市町の公立図書館との間で相互返却を受け付けており、上郡町立図書館で借りた資料は他の4市1町の公立図書館でも返却することが可能である（ブックポストは使用不可）。